# Amicus est tamquam alter idem
 Amicus est tamquam alter idem лат. (изговор:amikus est  tamkvam alter idem). Пријатељ је као друго ја. (Цицерон) 

## Поријекло изреке
Изрекао Марко Тулије Цицерон лат. Marcus Tullius Cicero; на прелазу из II у I вијек прије нове ере,  римски филозоф, државник, књижевник, правник, политички теоретичар и бесjедник. 

## Значење
Само још  сам себи  могу бити ближи од пријатеља. 